# Taux du prêt marginal
Cet article court présente un sujet plus développé dans : Taux d'escompte.
Le taux du prêt marginal, ou taux marginal, est le taux d'intérêt que les banques commerciales paient lorsqu'elles empruntent de la liquidité auprès de la banque centrale. Ces prêts sont des prêts de très court terme (vingt-quatre heures). Les banques obtiendront toujours les liquidités dont elles ont besoin, mais c'est le taux le plus élevé de la banque centrale. Il s'agit d'un des trois taux directeurs.

## Concept
Une banque commerciale qui a besoin de monnaie banque centrale peut se tourner vers la banque centrale pour en obtenir. Le taux de prêt marginal, qui est le taux le plus élevé que la banque centrale propose, permet aux banques commerciales d'obtenir autant de liquidités que nécessaire,. 
Toutefois, afin d'obtenir ces prêts, les banques commerciales doivent fournir des collatéraux (c'est-à-dire des garanties), comme des titres financiers, afin de garantir que les sommes empruntées seront remboursées.

## Historique
Comme les autres taux directeurs, le taux du prêt marginal a chuté au sein de la zone euro après la crise économique mondiale des années 2008 et suivantes. Il est passé de 5,25 % le 26 août 2008, à 1,75 % le 12 janvier 2012. En mars 2016, ce taux fixe atteint son plus bas niveau historique pour la zone euro à 0,25 %.